# Каборе, Ландри
Пьерр Ланди Каборе (фр. Pierre Landry Kabore, 5 июля 2001) — буркинийский футболист, полузащитник.

## Биография
Начинал свою карьеру на родине. В составе команды «Салитас» участвовал в Кубке конфедерации КАФ. Также некоторое время играл в Кот-д’Ивуаре, чье гражданство он также имеет. Осенью 2023 года переехал в Европу и заключил контракт с эстонским клубом «Нарва-Транс». Однако дебютировать за него в Премиум-Лиге смог только в следующем сезоне. Успешно проявив себя в эстонском чемпионате, буркиниец в августе 2025 года перешел в шотландский «Харт оф Мидлотиан».

### В сборной
На протяжении нескольких лет Каборе являлся игроком молодежной сборной Буркина-Фасо. В ее составе он участвовал в отборочных этапах Кубка африканских наций U20. В 2025 году дебютировал за взрослую национальную команду страны.